# San Miguel Huatengo
San Miguel Huatengo är en ort i Mexiko.   Den ligger i kommunen Santiago Tulantepec de Lugo Guerrero och delstaten Hidalgo, i den sydöstra delen av landet, 100 km nordost om huvudstaden Mexico City. San Miguel Huatengo ligger 2 179 meter över havet och antalet invånare är 225.
Terrängen runt San Miguel Huatengo är kuperad åt sydost, men åt nordväst är den platt. Runt San Miguel Huatengo är det ganska tätbefolkat, med 90 invånare per kvadratkilometer. Närmaste större samhälle är Tulancingo, 4,5 km nordost om San Miguel Huatengo. I omgivningarna runt San Miguel Huatengo växer i huvudsak blandskog.